# NGC 5240
NGC 5240 is een balkspiraalstelsel in het sterrenbeeld Jachthonden. Het hemelobject werd op 1 mei 1785 ontdekt door de Duits-Britse astronoom William Herschel.

## Synoniemen
- UGC 8587
- MCG 6-30-56
- ZWG 190.34
- PGC 47971